# Digimon Savers
Digimon Savers (デジモンセイバーズ, Dejimon Seibāzu), ook bekend als Digimon Data Squad, is een Japanse animeserie uit 2006. Het is de vijfde serie uit de digimon-franchise. De serie telt 48 afleveringen.
Digimon Savers was de eerste Digimon-serie in vier jaar tijd sinds de vorige, Digimon Frontier, in 2002.

## Verhaal
Bij aanvang van de serie ontmoet de 14-jarige straatvechter Masaru Daimon een Agumon, die opgejaagd wordt door de DATS. DATS is een organisatie van de overheid die de menselijke wereld moet verdedigen tegen wilde digimon die vanuit de Digi-World de echte wereld binnendringen. Masaru en Agumon worden al snel vrienden, en sluiten zich aan bij DATS in de hoop sterker te worden.
Masaru wordt bij DATS leider van een team dat verder bestaat uit de eveneens 14-jarige Thomas met zijn partner Gaomon, en de 18-jarige Yoshino met haar partner Lalamon. Het team ontdekt dat digimon vooral naar de echte wereld komen omdat ze zich aangetrokken voelen door de “duisternis” in mensen. Ze moeten een groot aantal digimon bevechten die deze menselijke duisternis voor eigen doeleinden willen gebruiken.
De situatie wordt complexer met de introductie van Merukimon; een van de heersers over de Digi-World. Een van zijn dienaren is een jongen genaamd Keenan, die is opgevoed door digimon. Beide hebben een grote haat tegen mensen. Het DATS team ontdekt dat deze haat komt door toedoen van Akihiro Kurata, een wetenschapper die ooit een aanval leidde tegen de digi-world in de hoop alle digimon uit te roeien. Hij kreeg onder andere hulp van de Japanse overheid en enkele belangrijke industrials, waaronder Thomas’ vader. Naarmate de serie vordert wordt duidelijk dat Akihiro meer van plan is dan enkel alle digimon uitroeien. Hij wil hun energie verzamelen om zo zelf heerser te worden van de echte wereld.
Masaru en de anderen kunnen Akihira tegenhouden, maar deze heeft nog een troef achter de hand. Met een bom laat hij de grens tussen de menselijke en digi-world instorten zodat beide werelden dreigen te botsen. De digimon King Drasil probeert de digi-world te redden door de menselijke wereld te vernietigen met zijn leger, de Royal Knights. Wanneer de Royal Knights falen, veranderd King Drasil zichzelf in een robotisch wezen om de klus eigenhandig af te maken. Hij wordt in deze vorm verslagen door Masaru en Agumon, waardoor de botsing tussen beide werelden wordt voorkomen.

## Achtergrond
De serie heeft een andere opzet dan de vorige vier series. Allereerst is de serie gericht op een grotere doelgroep, waaronder oudere tieners. Dit is onder andere te zien aan het feit dat de protagonisten gemiddeld een paar jaar ouder zijn dan in de vorige series. De Engelstalige nasynchronisaties heeft echter een zware aanpassing ondergaan om net als de vorige series meer gericht te zijn op kinderen/jonge tieners.
Digimon Savers is de eerste serie waarin de leider van de groep geen skibril draagt, en waarin alle digimon van de protagonisten naar hetzelfde niveau kunnen doordigivolven in plaats van dat een of twee digimonpartners een hoger niveau kunnen bereiken dan de rest. Het is ook de eerste serie sinds Digimon Tamers waarin de climax zich afspeelt in de echte wereld, tegen een niet-digimon tegenstander.
Een belangrijk concept in de serie is D.N.A. Charge; het primaire medium waarmee de DATS leden hun digimon laten digivolven. Het is een soort energieaura verbonden met menselijke emoties. Dit aura kan via een digivice worden gebruikt voor het digivolve proces.

## Personages
Masaru DaimonHij is een ervaren straatvechter. Zijn digimon is Agumon.
Thomas H. Norsteineen wonderkind die reeds op 13-jarige leeftijd is afgestudeerd aan de Universiteit van Stockholm. Hij is ook een ervaren bokser. Zijn digimon is Gaomon.
Yoshino Fujiedade oudste van het team, die al enkele jaren voor DATS werkt. Haar partner is Lalamon.
Keenan Criereen jongen die in de digi-world is opgevoed door Digimon. Hij denkt derhalve zelf een digimon te zijn. Zijn digimon is Falcomon.
Merukimoneen van de legendarische 12 mega-digimon die over de Digi-world regeren. Hij heeft onder andere Keenan opgevoed.
Akihiro Kurataeen gestoorde wetenschapper die zijn zinnen heeft gezet op het uitroeien van de digimon, en met hun kracht over de wereld wil regeren.
King Drasilde laatste grote tegenstander van de DATS. Hij ziet mensen als een bedreiging voor de Digi-World, en wil hen het liefst allemaal uitroeien. Zijn handlangers zijn de Royal Knights.

## Film
Er is een film gemaakt naar aanleiding van de serie: “Ultimate Power! Activate Burst Mode”. Deze heeft echter geen banden met het verhaal uit de serie zelf. De plot draait om Agumon, Gaomon en Lalamon, wiens partners in een eeuwige slaap zijn gebracht door een mysterieuze digimon genaamd Argomon.

## Videospellen
Er zijn een aantal videospellen uitgebracht gebaseerd op Digimon Savers:
- Digimon World DS
- Digimon World Data Squad
- Digimon World: Dawn and Dusk